# Roman Hrabar
Roman Zbigniew Hrabar (ur. 28 marca 1909 w Kołomyi, zm. 29 września 1996 w Katowicach) – polski prawnik, Pełnomocnik Rządu Polskiego (lubelskiego) ds. Rewindykacji Dzieci Polskich, wykradzionych przez nazistowski „Lebensborn” podczas II wojny światowej i poddanych procesowi germanizacji (III 1947 – 31 VIII 1950), członek Głównej Komisji Badania Zbrodni przeciwko Narodowi Polskiemu. Autor licznych i często jedynych publikacji popularnonaukowych poświęconych nazistowskiej akcji kradzieży i germanizacji polskich dzieci.

## Życiorys
Urodził się w Kołomyi. Po studiach prawniczych osiadł na Śląsku, gdzie podjął pracę w państwowych urzędach nadzorujących przemysł górniczy. Po przeniesieniu się do Warszawy pracował w Prokuratorii Generalnej.
Okres II wojny światowej i okupacji niemieckiej ziem polskich przeżył w Warszawie, skąd po powstaniu wyjechał do Krakowa. Ostatnie dni okupacji niemieckiej tego miasta spędził w więzieniu Montelupich, aresztowany przez Gestapo.
W marcu 1947 r. został mianowany Pełnomocnikiem Rządu Polskiego [lubelskiego] do Rewindykacji Dzieci. Po przymusowym (m.in. ze strony aliantów) zakończeniu tej misji z ostatnim dniem sierpnia 1950 r. osiadł na stałe w Katowicach, gdzie rozpoczął praktykę adwokacką. Jednocześnie podjął współpracę z Główną Komisją Badania Zbrodni Hitlerowskich w Polsce.
Zmarł 29 września 1996 roku w Katowicach.

## Udział w akcji rewindykacji polskich dzieci z terenu b. III Rzeszy
Gdy pracował w katowickim urzędzie wojewódzkim zorganizował systemu informacji dla rodzin poszukujących swoich dzieci, które zaginęły w okresie wojny (m.in. w związku z programem Lebensborn). Stał się ogólnopolskim koordynatorem w tym zakresie. 
W marcu 1947 r. został Pełnomocnikiem Rządu Polskiego do Rewindykacji Dzieci. Wykonując tę misję zorganizował zespół, który wiosną tego samego roku wyjechał z nim do Heidelbergu, do Kwatery Głównej UNRRA, na terenie amerykańskiej strefy okupacyjnej. Tu uzyskał akredytację jako Senior Child Research Officers w barwach Polskiego Czerwonego Krzyża (PCK). Bardzo pomocną w prowadzonej misji stała się jego znajomość z Eileen Blackley, dobrą przyjaciółką żony prezydenta USA – Eleonorą Roosevelt oraz współpraca z dr Edmundem Schwenkiem, jednym z prokuratorów przygotowujących tzw. VIII proces norymberski, w którym oskarżono 14. wysokich rangą członków SS i urzędników cywilnych o udział w akcji porywania dzieci z terenów okupowanych przez III Rzeszę.
Pierwszym miejscem poszukiwania była kwatera UNRRA w Regensburgu, gdzie Blackley znalazła dokumentację dotycząca 4 tys. uprowadzonych dzieci. Pierwsze powroty miały miejsce późną wiosną 1947. Sukcesem zespołu Hrabara jest odzyskanie 25 dzieci z zakładu opiekuńczego „Schloss Hubertus” w bawarskim Oberlauringen.
Latem 1947 r. rząd USA podjął decyzję o likwidacji działu poszukiwań dzieci w UNRRA. Było to m.in. efektem coraz bardziej rozwijającej się idei tzw. "żelaznej kurtyny". Interwencja wspomnianej E. Blackley u Eleonory Roosevelt i burmistrza Nowego Jorku – Fiorello La Guardii pozwoliła na przedłużenie działalności tego działu jeszcze o rok.
Coraz gorzej rozwijała się też współpraca z władzami angielskiej strefy okupacyjnej pomimo dużych wysiłków R. Hrabara nad uregulowaniem tej sprawy; dobrze natomiast z władzą francuskiej strefy, ponieważ z ich kraju w ramach tej akcji wywieziono ok. 100 tys. dzieci.
Dużym sukcesem zespołu Hrabara, który odbił się szerokim echem w polskiej prasie, było odzyskanie córek poznańskiego lekarza Franciszka Witaszka – Alodii i Darii. Dr Witaszek został stracony za udział w wielkopolskim ruchu oporu, a jego córki w dniu 9 września 1943 r. zabrane przez gestapo i umieszczone w ośrodku „Lebensborn” w Kaliszu. Tu, po zmianie im imion i nazwiska na Wittke zostały oddane do adopcji. Alodia jako Alice w Niemczech, a Daria jako Dora do rodziny zamieszkałej w Austrii. Hrabar odzyskał je w listopadzie i grudniu 1947 roku.
Dzięki zeznaniom odnalezionych przez zespół Hrabara uprowadzonych dzieci – Aliny Antczak, Barbary Mikołajczyk i Sławomira Grodomskiego-Paczesnego we wspomnianym już VIII procesie norymberskim trzynastu w nim oskarżonych zostaje skazanych na wieloletnie więzienia.
W sierpniu 1950 r. brytyjskie władze podjęły decyzję, że znajdujące się na ich terenie uprowadzone polskie dzieci mają pozostać przy adopcyjnych rodzinach niemieckich lub zostać przekazane do adopcji w Wlk. Brytanii, pomimo że zespół Hrabara ustalił już do tego czasu nazwiska 6,5 tys. polskich dzieci.
W wyniku coraz bardziej zaostrzających się stosunków pomiędzy aliantami a ZSRR (tzw. "zimna wojna") do 31 sierpnia 1950 r. delegatury PCK w Niemczech ostatecznie przestały działać. Zespołowi R. Hrabara udało się sprowadzić zaledwie 15-20% dzieci (ok. 33 tys., w tym 20 tys. ze strefy radzieckiej, 11 tys. ze stref zachodnich w Niemczech i ok. 2 tys. z Austrii. Około 170 tys. pozostało poza Polską. 
Po powrocie z misji Hrabar udzielał pomocy osobom poszukującym swoich dzieci, które zwracały się w tej sprawie do Głównej lub Okręgowych Komisji Badania Zbrodni Hitlerowskich w Polsce. Napisał też kilka książek na ten temat, które są podstawową bazą merytoryczną dla tego tematu do dziś.
W 2019 roku we współpracy Izby Adwokackiej w Katowicach z TVP powstał reportaż filmowy opisujący osobę i działalność Romana Hrabara w ramach cyklu programów „Archiwa Palestry” autorstwa Pawła Matyja.

## Ordery i odznaczenia
- Złoty Krzyż Zasługi (18 stycznia 1946)[2]
- Order Uśmiechu
- Wielka Odznaka „Adwokatura Zasłużonym” (pośmiertnie, 2021)[3]

## Publikacje R. Hrabara
- Roman Hrabar, Zofia Tokarz, Jacek E. Wilczur, Czas niewoli, czas śmierci. Martyrologia dzieci polskich w okresie okupacji hitlerowskiej. Wyd. „Interpress”, Warszawa 1979, ss. 205.
- Roman Hrabar, „Lebensborn” czyli źródło życia. Wyd. „Śląsk”, Katowice 1975, ss. 224.
- Roman Hrabar, Los polskich dzieci podczas II wojny światowej, Warszawa 1979 (również edycja w języku angielskim pt. The Fate of Polish Children During the Last War).
- Roman Hrabar, Janczarowie XX wieku. Wyd. „Śląsk”, Katowice.
- Roman Z. Hrabar, Hitlerowski rabunek dzieci polskich. Uprowadzanie i germanizowanie dzieci polskich w latach 1939–1945, Wyd. „Śląsk”, Katowice.
- Roman Hrabar, Jakim prawem ?, Wyd. „Śląsk”, Katowice 1962, ss. 207.